# Miletus longeana
Miletus longeana är en fjärilsart som beskrevs av De Nicéville 1898. Miletus longeana ingår i släktet Miletus och familjen juvelvingar. Inga underarter finns listade i Catalogue of Life.